# Zhuo Lin
Zhuo Lin (卓琳, 6 avril 1916 - 29 juillet 2009) a été la troisième et dernière épouse de Deng Xiaoping. Elle a épousé celui-ci en 1939 à Yan'an et eu avec lui trois filles et deux fils.
Elle est morte le 29 juillet 2009 à 93 ans.